# Chrám chmele a piva

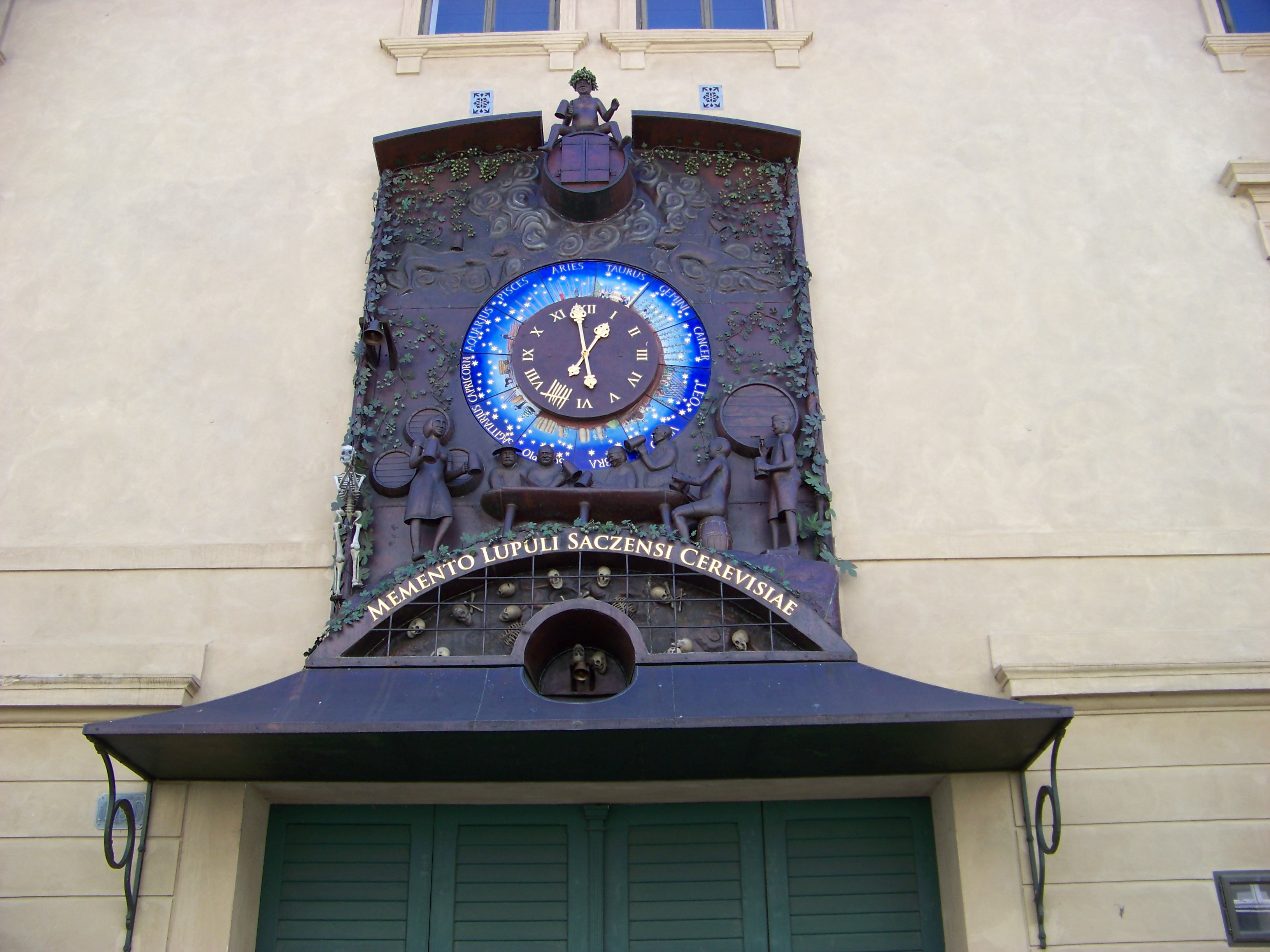
Chmelový orloj

Chrám chmele a piva v Žatci je turistický areál zbudovaný v letech 2009 až 2012 přestavbou areálu bývalých chmelařských skladů. Tematicky navazuje na unikátní tradici pěstování a obchodování chmelem v žateckém regionu. Je zaměřen na všechny věkové kategorie turistů, tvoří ucelený komplex vhodný pro celodenní výlety a otevřen po celý rok. Místní samospráva usiluje o zařazení žateckých chmelařských památek na list kandidátů UNESCO.
Turistický areál zahrnuje následující části:
- Chmelový maják, vyhlídkovou věž, kde je možný pěší výstup, nechybí možnost vyjet výtahem s 3D projekcí,
- Labyrint sestavený z chmelových žoků ve starém skladu chmele, jenž je propojen s Chmelovým majákem
- Erbovní síň ukazující na historii chmelařské oblasti. V aktuální prezentaci centra již není uvedena, místo toho je jako součást Chrámu chmele a piva prezentováno kooperující Chmelařské muzeum, nacházející se v blízkosti Chmelového majáku.
- Chmelový orloj, venkovní nástěnný hodinový stroj s alegorií místního životního stylu
- Restaurace a minipivovar U Orloje s regionální kuchyní a vlastním pivem,
- Dětská zahrada s kavárnou a dětskou hernou.
- Klášterní zahrada nejen se starobylou chmelnicí a vinicí, upravená zahrada kapucínského kláštera
- Galerie Sladovna v Masarykově ulici v budově renesanční sladovny z 16. století, věnovaná historii sladovnictví, obnovené expozici Žatce ve filmu a galerie současného umění.